# Tobe! Isami
Tobe! Isami (飛べ!イサミ?  ¡Vuela! Isami) es una serie de anime japonés emitida por la NHK del 8 de abril de 1995 hasta el 30 de marzo de 1996. En España se emitió en las televisiones autonómicas bajo el título de Isami (en TV3 como La Increïble Brigada Shinsen). También fue vista en algunos países de América Latina con el audio en catalán a través del extinto TVCi.

## Sinopsis
Isami Hanaoka es una estudiante de quinto curso descendiente de los Shinsengumi. Junto con sus compañeros descendientes y compañeros de clase Soshi Yukimi y Toshi Tsukikage, ella descubre en el sótano de su casa, extraños artefactos dejados por sus ancestros junto con un mensaje que les decía "Luchad contra la malvada Organización Kurotengu".

## Personajes

### Shinsengumi, antecesores
El anterior ejército Shinsengumi fue un grupo de tres hombres que vivieron en los últimos días de la era Tokugawa, antecesores de las familias Hanaoka, Tsukikage y Yukimi. Aquellos capaces de usar el mineral llamado Luminotita para transformarlo en energía espiritual. Fueron los creadores de las tres armas espirituales.
- Ichisaku Hanaoka
- Juurou Tsukikage
- Sensuke Yukimi

### Shinsengumi
- Isami Hanaoka: Protagonista de la serie, una niña de once años que, tras vivir toda su vida en Estados Unidos, se traslada a la escuela elemental Oedo en Japón tras la desaparición de su padre. Su arma es la Espada del Dragón, una espada que posee un diseño hexagonal en la parte baja de la empuñadura con el símbolo de un dragón. El poder de la espada se invoca con el lema "El Dragón es el símbolo de la Justicia, mientras exista el Mal en el mundo lo combatiremos en nombre del Bien. ¡Shinsengumi, adelante!".

- Toshi Tsukikage: Coprotagonista de la serie y compañero de clase de Isami, con la que tuvo un pequeño incidente el primer día de clase. Es un fan apasionado del ejército Virtual Ganbaman y ve en secreto el anime shojo de "La mágica Hada Love Lynn". Su arma de lucha será el Ojo del Dragón, una esfera espiritual, fuerte y poderosa, que lanza con sus propias piernas, ya que le encanta el fútbol. Su nombre procede del Shinsengumi Toshizo Hijikata.

- Soushi Yukimi: Tercer personaje principal y compañero de clase de Isami y Toshi. Atractivo e impetuoso, es capaz de sacar una rosa roja en cualquier momento siempre y cuando se ponga romántico. Sus armas de lucha son los Colmillos del Dragón; para poder usar su poder espiritual, debe unirlos entre sí para desplegar un arco de luminotita junto con flechas. Su nombre procede del Shinsengumi Soojiro Fujiwara.

- Kei Tsukikage: Es el hermano pequeño de Toshi, siempre va montado en su triciclo, un vehículo capaz de volar con una sombrilla por el cielo. Al igual que su hermano es un gran fan de los Ganbaman. Su nombre procede del Shinsengumi Yamanami Keisuke.

### Familia Hanaoka
- Hitoshi Hanaoka: El padre de Isami
- Reiko Hanaoka: La madre de Isami
- Kanyusai Hanaoka: El Abuelo de Isami
- Kazuma Sakamoto: El tío de Isami

### Familia Tsukikage y Yukimi
- Yasuyuki Tsukikage: Padre de Toshi
- Ene Tsukikage: Madre de Toshi
- Eisuke Yukimi: Padre de Soshi
- Orie Yukimi: Madre de Soshi

### Escuela elemental Oedo
- Haruka Takagi: Haruka es la profesora de clase de Isami, es descendiente del Clan Rumi y una poderosa ninja Kunoichi.
- Mayuko Kiyokawa
- Izumi
- Kantaro: Compañero de clase de Isami apasionado por los ovnis

### Tengus Negros
- Serizawa: Líder de la banda maléfica Kurotengu
- Tengu Armadura (Ruriko Serizawa)
- Tengu Mecánico (Takamaru): Tío de Kikumaru y el inventor tecnológico de la banda.
- Tengu Plateado (Ken Tayoshihisha)
- Tengu Dorado (Douhi Shirushi)
- Tengu Eléctrico (Genbee Hiraka)

## Música
- Opening: 
  - Haato wo migakukkyanai (Haz brillar el corazón)

Letra: Rui Serizawa
Compositor: Hiroaki Serizawa
Arreglo: Yoshiaki Shirai
Música: TOKIO
- Ending: 
  - 1. Round Trip ～ sono te wo hanasanaide ～ (Round Trip ～ No te soltaré las manos ～) [Ep. 1-33]

Letra: Yushihiko Taketomo
Compositor: KAKO
Música: SEEK
- - 2. Makeru monka (No puedes perder) [Ep. 34-50]

Letra: Tetsuo Kudou
Compositor: Takashi Tsushimi
Arreglo: Nishiwaki
Música: Bukabuka